# 楊倓
楊倓（603年—618年4月11日），字仁安，隋煬帝的孫子，元德太子楊昭之长子，立为燕王。
603年，楊昭的大劉良娣生楊倓。606年，楊昭早逝。楊倓因聪明英俊，在煬帝之孫中，最受偏愛，常置于身边。楊倓好读書，重儒学。母亲大劉良娣早逝，每至忌日，楊倓都终日嗚咽流涙。618年，宇文化及弑逆煬帝之前，江阳长张惠绍连夜骑马告知御史大夫裴蕴，二人合谋，想矫诏调动城下军民交给左翊卫大将军荣国公来护儿节度，收捕逆党，发动羽林军和殿脚（为其大船牵挽的船工），遣范富娄等进入西苑找萧皇后的侄子梁公萧钜和杨倓主持大局，再扣门救驾。计划已定后，裴蕴遣人报知内史侍郎虞世基，但虞世基怀疑所谓有人谋反非实，阻止了此事。杨倓也有所察觉，想入奏，担心暴露，就与萧钜、千牛宇文皛等从芳林门侧下水道入宫，到玄武门，诈称突然染病快死了，临死想见炀帝最后一面，希望以此与炀帝相见，却被守卫宮殿的人阻遏无果，并被叛将裴虔通抓住囚禁。之后，杨倓等人也在江都宫变中被宇文化及殺害。

## 传記資料
- 《隋書》卷五十九·列传第二十四·煬帝三男传
- 《北史》卷七十一·列传第五十九·隋宗室諸王传

1. ↑  《隋書·煬帝紀上》：〔大業二年〕八月辛卯，封皇孫倓為燕王，侗為越王，侑為代王。